# Antonia Apodaca
Antonia Apodaca (n. 1 de noviembre de 1923-25 de enero de 2020) fue una compositora, acordeonista y guitarrista estadounidense intérprete de música nuevo mexicana. Destacaba sobre todo por sus presentaciones en el Smithsonian Folklife Festival; sus interpretaciones en los festivales La Música de los Viejitos de Santa Fe, Nuevo México, que se transmitían radialmente a nivel nacional; y por haber sido invitada a presentarse en la Casa Blanca.